# Furci Siculo
Furci Siculo ist eine Stadt der Metropolitanstadt Messina in der Region Sizilien in Italien mit 3193 Einwohnern (Stand 31. Dezember 2023).

## Lage und Daten

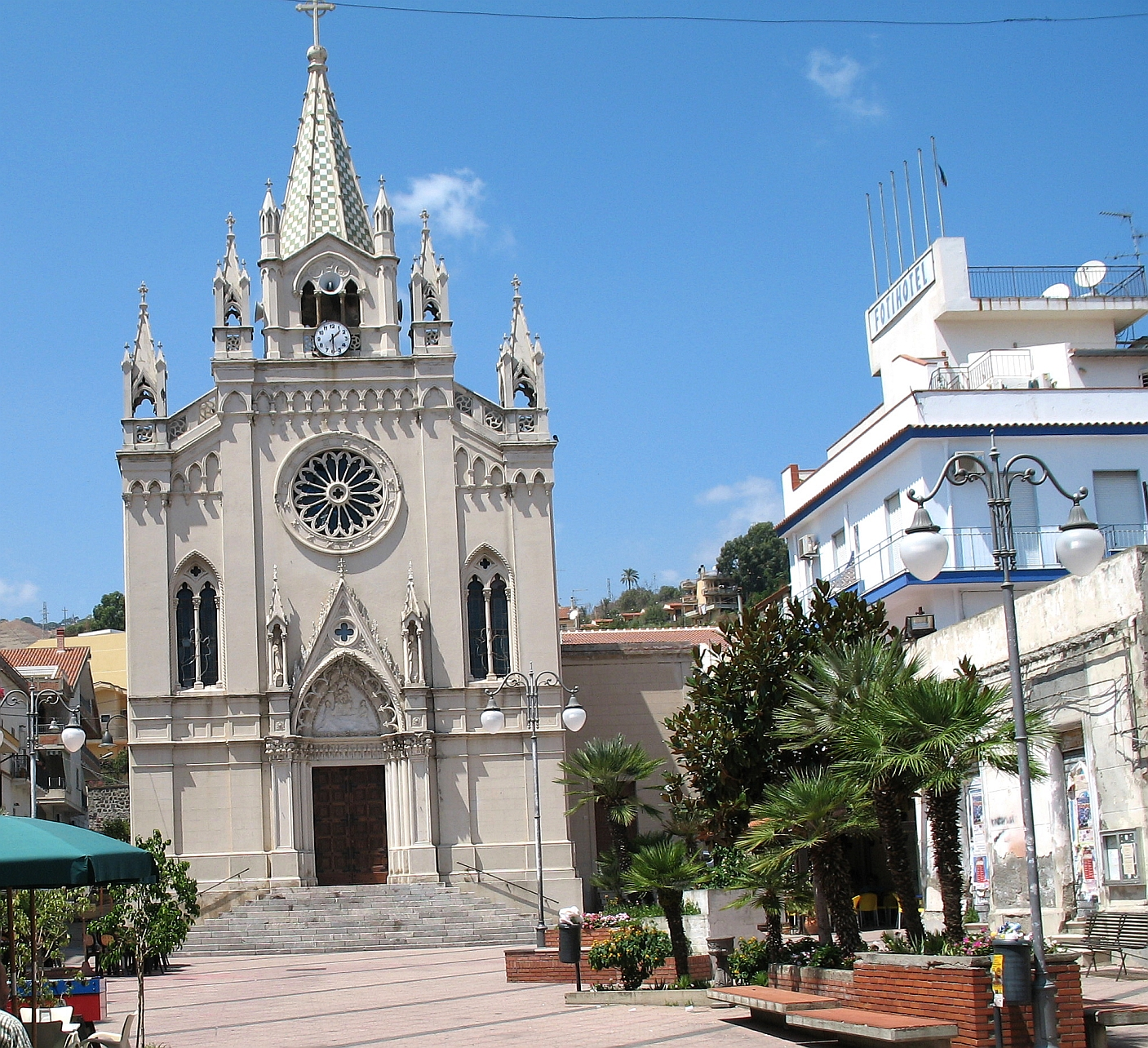
Die Kirche

Furci Siculo liegt 33 km südwestlich von Messina. Die Einwohner arbeiten hauptsächlich in der Landwirtschaft und der Fischerei. Produkte, die angebaut werden, sind: Zitrusfrüchte, Oliven, Wein und Obst.
Furci Siculo hat mit dem Autobahnanschluss Roccalumera Anschluss an die Autobahn A18/E45.
Die Ortsteile sind Grotte, Calcare und Artale.
Die Nachbargemeinden sind Casalvecchio Siculo, Pagliara, Roccalumera, Santa Lucia del Mela, Santa Teresa di Riva und Savoca.

## Geschichte
Bis 1919 war Furci Siculo ein Ortsteil von Santa Teresa di Riva. Seitdem ist der Ort selbstständig.

## Sehenswürdigkeiten
- Kirche der Madonna von Lourdes
- Kirche Maria SS. del Rosario
- Museum für Fischerei